# Robert Onnen
Robert Onno Onnen (* 16. Dezember 1887 in Jever; † 7. September 1968 in Aurich) war ein deutscher Politiker (SPD) und Mitglied des Niedersächsischen Landtages.
Nach dem Besuch des humanistisch ausgerichteten Mariengymnasiums Jever absolvierte Robert Onnen ab 1905 bei der Regierung in Aurich und bei diversen Landratsämtern eine Ausbildung zum Verwaltungsbeamten im mittleren Dienst. Ab dem Jahr 1910/1911 erhielt er beim Emder Landratsamt eine Position als Vertreter des Landrates (Kreissekretär) und wurde 1924 Kreisinspektor. Die Befähigung zum höheren Verwaltungsdienst erwarb er im Jahr 1929, in der Folge wurde er bei der Auricher Regierung zum Regierungsrat befördert, zu seinem Aufgabengebiet zählte die Überwachung politischer Organisationen. Im Jahr 1931 wurde er im Landkreis Linden zum Landrat gewählt. Nach der Eingliederung des Landkreises Linden in den Landkreis Hannover im Jahr 1932 übernahm er die Verwaltung des neu zugeschnittenen Großkreises Hannover.
Am 25. März 1933 wurde Onnen nach der Machtübernahme der NSDAP zunächst in den einstweiligen Ruhestand versetzt, am 22. September 1933 dann aufgrund „politischer Unzuverlässigkeit“ mit reduzierten Ruhestandsbezügen aus dem Staatsdienst entlassen. Er fand erst nach längerer Arbeitslosigkeit wieder Beschäftigung, zunächst bis 1940 als Vertreter diverser Versicherungsgesellschaften, danach wurde er beim Landratsamt Hannover dienstverpflichtet. Nach dem Ende des Zweiten Weltkrieges wurde er im August 1945 Landrat des Landkreises Aurich, und er war als Oberkreisdirektor tätig, bis er im April 1955 pensioniert wurde.
Onnen rief in Aurich die Stiftung „Onno-Onnen-Heim“ für behinderte Kinder ins Leben. Er wurde mit den Großen Verdienstkreuz des Niedersächsischen Verdienstordens geehrt, und er erhielt das Verdienstkreuz Erster Klasse des Verdienstordens der Bundesrepublik Deutschland.
Robert Onnen war vom 6. Mai 1955 bis 5. Juni 1967 Mitglied des Landtages (3. bis 5. Wahlperiode), in der Zeit vom 12. Juni 1963 bis 5. Juni 1967 war er zudem Alterspräsident des Niedersächsischen Landtages.
Onnen war Lutheraner, verheiratet und hatte einen Sohn. Nach dem Verlust seines Sohnes 1957 und seiner Frau 1968 nahm er sich das Leben.